# والتر ر. بروكس
والتر ر. بروكس (بالإنجليزية: Walter R. Brooks)‏ هو كاتب للأطفال وكاتب أمريكي، ولد في 9 يناير 1886 في رومي في الولايات المتحدة، وتوفي في 17 أغسطس 1958 في Roxbury, New York ‏ في الولايات المتحدة.